# Lison (Portogruaro)
Lison è un piccolo centro abitato, frazione del comune di Portogruaro, in provincia di Venezia.

## Storia
Nel 996 l'Imperatore Ottone III stabilì che il vasto territorio compreso tra il Livenza e il Tagliamento, fosse sotto l'amministrazione dei vescovi della vicina Concordia. Non esistono documenti risalenti ad un'epoca precedente, ma la presenza romana nel territorio è confermata dal ritrovamento di vari reperti archeologici, tra cui una statuetta in bronzo raffigurante Diana Cacciatrice, che costituisce uno dei pezzi di maggior pregio del Museo Nazionale Concordiese di Portogruaro.
Durante il periodo patriarcale e la dominazione veneziana Lison dipendeva dal castello di Meduna per quanto riguarda l'amministrazione, dall'Abbazia di Summaga dal punto di vista religioso.
Nel 1563 il cardinale Ranuccio Farnese, abate commendatario dell'Abbazia, decise di separare Lison dalla matrice, venne quindi edificata una nuova chiesa parrocchiale consacrata il 24 giugno del 1565. All'interno due dipinti di scuola bassanesca - una Crocifissione e San Giovanni Battista con San Girolamo - e un affresco raffigurante il Battesimo di Cristo della bottega dell'Amalteo.
Sia i dipinti sia l'affresco sono incorniciati da tre arcate marmoree finemente lavorate, con iscrizioni in greco, risalenti al V - VI secolo e provenienti dall'area di Costantinopoli, quasi certamente portate a Lison dalla stessa famiglia veneziana dei Dolzoni.

## Geografia fisica

### Territorio
Lison è attraversata dall'omonimo fiume che nasce nella zona di risorgiva di Cinto Caomaggiore, il corso d'acqua attraversa Lison e Pradipozzo per poi gettarsi nel Loncon, affluente del Lemene.
Secondo varie testimonianze Lison aveva originariamente una grande superficie forestale; oggi restano solo sei ettari che vanno a formare il "Bosco del Merlo".

### Clima
Lison, gode di un tipico clima temperato delle medie latitudini, piovoso o generalmente umido in tutte le stagioni e con estati molto calde. Le precipitazioni si concentrano nei periodi compresi tra marzo e maggio, con un leggero calo nei mesi estivi, e un riacutizzarsi nel periodo compreso tra ottobre e novembre inoltrato.

## Economia

### Agricoltura
La zona di Lison è assai portata per la viticoltura e dal paese trae il nome la DOC Lison-Pramaggiore, comprendente una ventina di diverse tipologie di vino. Nel 2011 da questo gruppo sono state distinte le tipologie  Lison e Lison classico, due bianchi a base di uve tai che hanno ottenuto la DOCG.

### Trasporti
Lison è attraversata dalla ferrovia Venezia-Trieste ed è servita da una stazione ferroviaria.